# Niccolò Fieschi

Fieschis Kardinalswappen

Niccolò Fieschi (* um 1456 in Genua; † 15. Juni 1524 in Rom) war ein italienischer Kardinal der Römischen Kirche und Erzbischof von Ravenna aus der Familie der Grafen von Lavagna aus Genua.

## Leben
Er wurde als fünftes von elf Kindern des Patriziers Giacomo Fischi und Selvaggia Fieschi de Caneto. Er war der Bruder von Santa Caterina Fieschi und Neffe von Giorgio Fieschi.
In jungen Jahren war er Generalvikar und Propst von Fréjus und Botschafter der Republik Genua in Frankreich. Am 12. September 1484 wurde er Bischof von Toulon und am 14. Oktober 1485 dann von Fréjus. 1486 trat er als Bischof zurück und wurde am 22. Oktober 1488 Bischof von Agde und am 15. Februar 1495 abermals Bischof von Fréjus. Von diesem Amt trat er zugunsten seines Neffen Urbano Fieschi am 5. November 1511 zurück. Von 28. November 1504 bis zu seinem Tod war er Apostolischer Administrator der Diözese Adge, von 1507 bis 1509 Apostolischer Administrator des Bistums Senez, von 12. Oktober 1510 bis 5. Juli 1518 Apostolischer Administrator des Erzbistums Embrun und von 3. September 1518 bis zu seinem Tod Apostolischer Administrator des Bistums Tolone. Alle diese Bistümer liegen in Frankreich.
Papst Alexander VI. kreierte ihn am 31. Mai 1503 zum Kardinal und teilte ihm am 12. Juni 1503 die Titeldiakonie Santa Lucia in Septisolio zu. Nach dem Tod des Papstes nahm er am Konklave September 1503 und am Konklave Oktober 1503 teil. Er war ein enger Mitarbeiter des dort gewählten Papstes Julius II. Dieser ernannte ihn am 5. Oktober 1506 zum Kardinalpriester von Santa Prisca. Am 13. November 1517 wurde er zum Kardinalpriester von Santi XII Apostoli ernannt und behielt den Titel von Santa Prisca in commendam bis zu seinem Tod. Nach dem Tod Julius’ II. 1513 wurde er als möglicher Nachfolger bezeichnet. 1516 wurde er zum Erzbischof von Ravenna in Italien ernannt und trat am 4. November 1517 zugunsten seines Neffen Urban zurück. 1517 wurde er Apostolischer Administrator des Bistums Andria und des Bistums Umbriatico in Italien. Er trat am 13. November 1517 in Andria und 1520 in Umbratico zurück. Am 5. Oktober 1518 wurde er zum Kardinalbischof von Albano ernannt. Am 24. Juli 1521 wurde er Kardinalbischof von Sabina, am 18. Dezember Kardinalbischof von Porto e Santa Rufina und Kardinalsubdekan und am 20. Mai 1524 Kardinalbischof von Ostia e Velletri und Dekan des Heiligen Kollegiums.
Er starb am 15. Juni 1524 in Rom und wurde in Santa Maria del Popolo bestattet.